# Excirolana armata
Excirolana armata là một loài chân đều trong họ Cirolanidae. Loài này được Dana miêu tả khoa học năm 1853.